# Яковлев, Сергей Яковлевич (государственный деятель)
Серге́й Я́ковлевич Я́ковлев (14 января 1901, д. Погорелка, Минецкая волость, Боровичский уезд, Новгородская губерния, Российская империя — 29 сентября 1966, Москва, СССР) — советский хозяйственный, государственный и партийный деятель.

## Биография
Родился 14 января 1901 в деревне Погорелка Минецкой волости Боровичского уезда Новгородской губернии Российской империи (ныне деревня в составе Хвойнинского района Новгородской области России) в крестьянской семье.

### Образование
С ? по 1932 — слушатель вечерней школы советского и партийного строительства.
В 1937 окончил 1 курс Ленинградского института инженеров транспорта.

### Трудовая деятельность
В 1917 году начал трудовую деятельность рабочим на станции Ленинград-сортировочная Октябрьской железной дороги. Позднее работал на железной дороге стрелочником и сцепщиком. В 1927 году вступил в ВКП(б).
С 1931 года — на партийной работе. Был секретарём парткома станции Ленинград-сортировочная Октябрьской железной дороги. Позднее работал секретарём узлового парткома станции Ховрино Октябрьской железной дороги, вторым секретарём Красногорского горкома ВКП(б), первым секретарём Ленинского райкома партии Московской области. С 1939 года — на должности заведующего отделом руководящих партийных органов. Позднее избирался секретарём Московского областного комитета ВКП(б) по кадрам. В годы Великой Отечественной войны — начальник Штаба по руководству партизанским движением в Московской области.
С 1944 года — секретарь ЦК КП(б) Казахстана по кадрам. В 1949—1952 годах — секретарь ЦК КП(б) Казахстана. В 1952—1958 годах — 1-й секретарь Карагандинского обкома КП(б) Казахстана. В 1958—1959 годах — 2-й секретарь Карагандинского областного комитета КП Казахстана.
Избирался депутатом Верховного Совета СССР 3-го и 4-го созывов, депутатом Верховного Совета Казахской ССР. Делегат XVIII, XIX, XX съездов КПСС.
В 1959 году вышел на пенсию по состоянию здоровья. Являлся пенсионером союзного значения. Умер в Москве в 29 сентября 1966 года.

## Награды
- орден Ленина[1]
- три ордена Трудового Красного Знамени[1]
- орден «Знак Почёта»[1]